# Arnolf xứ Carinthia
Arnolf xứ Carinthia (tiếng Latinh: Arnulphus Carintiae, tiếng Đức: Arnolf von Kärnten, tiếng Ý: Arnolfo di Carinzia, tiếng Slovene: Anurlf Koroški; 850 – 8 tháng 12 năm 899) là vua Đông Frank của nhà Karolinger từ năm 887 và Hoàng đế La Mã Thần thánh từ năm 896 tới khi qua đời. Ông là con ngoài giá thú của Karlmann của Frank Đông và một cung nữ tên Liutswind, có gốc gác từ xứ Carantania, con gái của Bá tước Ernst. Ông thừa kế Công quốc Kärnten, một chư hầu của Frank và là hậu thân của Thân vương quốc Carantania từ vua cha, trong khi Ludwig III thừa kế Bayern và Charles Béo thừa kế vương quốc Ý năm 880.